# Baile deportivo en los Juegos Mundiales de 2022
El Baile deportivo será uno de los deportes en los que se compita en los Juegos Mundiales de Birmingham 2022.
Las pruebas tendrán lugar a lo largo de 3 días en dos sedes los Sloss Furnaces y la Legacy Arena se competirá en 5 pruebas, 2 de las cuales serán individuales y 3 por parejas mixtas.
Será la séptima aparición de este deporte en los Juegos, donde han sido parte del programa desde 1997 y el debut del breaking como una de sus modalidades, justo antes de que el deporte debute en los Juegos Olímpicos de París 2024.

## Clasificación
Para participar en la clasificación a los Juegos, los atletas en las modalidades de baile estándar y latino debieron competir en por lo menos un torneo a nivel nacional antes del 1 de noviembre de 2021 o bien tener una licencia activa como miembros de la Federación Internacional de Baile Deportivo.
Entre todos estos competidores se hizo una lista por puntos de acuerdo a su posición en la clasificación continental y en el ranking mundial. En este ranking las parejas con menos puntos ocupaban los primeros lugares de las listas para los juegos, y ahí los lugares se repartieron de acuerdo a cuotas continentales. hasta cubrir 23 lugares por disciplina.
En el caso de la modalidad de breaking, se abrieron 16 lugares por rama. Estos lugares fueron para los 2 mejores por rama en los campeonatos mundiales; 10 para los dos mejores en los campeonatos continentales, repartiéndose dos plazas por continente; 3 para los mejores competidores aún no clasificados de acuerdo al ranking mundial y un lugar por rama reservado para el país sede, Estados Unidos.

## Países participantes
- Alemania (GER)
- Australia (AUS)
- Austria (AUT)
- Bélgica (BEL)
- Brasil (BRA)
- Canadá (CAN)
- Chile (CHI)
- China (CHN)
- Corea del Sur (KOR)
- Croacia (CRO)
- Dinamarca (DEN)
- Eslovenia (SLO)
- España (ESP)
- Estados Unidos (USA)
- Estonia (EST)
- Finlandia (FIN)
- Francia (FRA)
- Hungría (HUN)
- Italia (ITA)
- Islandia (ISL)
- Israel (ISR)
- Japón (JAP)
- Kazajistán (KAZ)
- Lituania (LIT)
- México (MEX)
- Moldavia (MDA)
- Noruega (NOR)
- Países Bajos (NED)
- Polonia (POL)
- Reino Unido (GBR)
- República Checa (CZE)
- Rumania (ROM)
- Suiza (SWI)
- Ucrania (UKR)

## Eventos
| Evento           | Oro                                   | Plata                                           | Bronce                                    |
| ---------------- | ------------------------------------- | ----------------------------------------------- | ----------------------------------------- |
| Breaking varonil | Victor Bernudez Montalvo              | Jeffrey Louis                                   | Shigeyuki Nakarai                         |
| Breaking femenil | Ami Yuasa                             | Sunny Choi                                      | Ayumi Fukushima                           |
| Estándar         | Ieva Zukauskaite Evaldas Sodeika      | Denora Pacini Francesco Galuppo                 | Veronika Golodneva Vaidotas Lacitis       |
| Latino           | Anna Matus Gabriele Pasquale Goffredo | Khrystyna Moshenska Marius Andrei Balan         | Elena Salikhova Charles-Guillaume Schmitt |
| Rock & Roll      | Michelle Uhl Tobias Bludau            | Noemi Kuran-Pellegatta Nicolas Kuran-Pellegatta | Anna Sturm Matthias Feichtinger           |

## Medallero
| Rank               | País               | Oro | Plata | Bronce | Total |
| ------------------ | ------------------ | --- | ----- | ------ | ----- |
| 1                  | Estados Unidos     | 1   | 2     | 0      | 3     |
| 2                  | Alemania           | 1   | 1     | 0      | 2     |
| 3                  | Japón              | 1   | 0     | 2      | 3     |
| 4                  | Lituania           | 1   | 0     | 1      | 2     |
| 5                  | Moldavia           | 1   | 0     | 0      | 1     |
| 6                  | Italia             | 0   | 1     | 0      | 1     |
| 6                  | Suiza              | 0   | 1     | 0      | 1     |
| 8                  | Austria            | 0   | 0     | 1      | 1     |
| 8                  | Francia            | 0   | 0     | 1      | 1     |
| Totales (9 países) | Totales (9 países) | 5   | 5     | 5      | 15    |